# R&G (Rhythm & Gangsta): The Masterpiece
R&G (Rhythm & Gangsta): The Masterpiece je v pořadí sedmé album amerického rapera Snoop Dogga. Obsadilo 6. místo v The Billboard 200 a stalo se platinovým.

## Seznam skladeb
| #  | Název                      | Host(é)                           | Trvání |
| -- | -------------------------- | --------------------------------- | ------ |
| 1  | "I Love To Give You Light" | -                                 | 2:38   |
| 2  | "Bang Out"                 | -                                 | 3:05   |
| 3  | "Drop It Like It's Hot"    | Pharrell Williams                 | 4:26   |
| 4  | "Can I Get A Flicc Witchu" | Bootsy Collins                    | 5:24   |
| 5  | "Ups & Downs"              | The Bee Gees                      | 4:07   |
| 6  | "The Bidness"              | -                                 | 3:28   |
| 7  | "Snoop D.O. Double G."     | -                                 | 4:01   |
| 8  | "Let's Get Blown"          | -                                 | 4:40   |
| 9  | "Step Yo Game Up"          | Lil' Jon, Trina                   | 4:23   |
| 10 | "Perfect"                  | Charlie Wilson                    | 5:50   |
| 11 | "Wballz"                   | -                                 | 0:21   |
| 12 | "Fresh Pair Of Panties On" | -                                 | 2:38   |
| 13 | "Promise I"                | -                                 | 3:18   |
| 14 | "Oh No"                    | 50 Cent                           | 4:09   |
| 15 | "Can U Control Yo Hoe"     | Soopafly                          | 3:08   |
| 16 | "Signs"                    | Justin Timberlake, Charlie Wilson | 3:56   |
| 17 | "I'm Threw Witchu"         | Soopafly                          | 4:22   |
| 18 | "Pass It Pass It"          | -                                 | 4:32   |
| 19 | "Girl Like U"              | Nelly                             | 4:35   |
| 20 | "No Thang On Me"           | Bootsy Collins                    | 4:40   |

## Singly
- "Drop It Like It's Hot"
- "Signs"
- "Let's Get Blown"
- "Ups & Downs"